# جوزيف لين (لاعب كريكت)
جوزيف لين (بالإنجليزية: Joseph Lynn)‏ (15 فبراير 1856 في المملكة المتحدة - 2 فبراير 1927 بساوثهامبتون في المملكة المتحدة) هو لاعب كريكت بريطاني (وحمل سابقاً جنسية المملكة المتحدة لبريطانيا العظمى وأيرلندا). لعب مع نادي مقاطعة هامبشاير للكريكت ‏.

## وصلات خارجية
- جوزيف لين على موقع إي آس بي آن كريك إنفو (الإنجليزية)